# Wilson Mountains
Wilson Mountains är ett berg i Antarktis. Det ligger i Västantarktis. Argentina, Chile och Storbritannien gör anspråk på området. Toppen på Wilson Mountains är 1 600 meter över havet.
Terrängen runt Wilson Mountains är kuperad norrut, men söderut är den platt. Wilson Mountains är den högsta punkten i trakten. Trakten är obefolkad. Det finns inga samhällen i närheten.